# Bāsţīyeh
Bāsţīyeh (persiska: باسطیّه, Bāstīyeh) är en ort i Iran.   Den ligger i provinsen Khuzestan, i den centrala delen av landet, 500 km sydväst om huvudstaden Teheran. Bāsţīyeh ligger 29 meter över havet och antalet invånare är 540.
Terrängen runt Bāsţīyeh är mycket platt. Runt Bāsţīyeh är det ganska tätbefolkat, med 144 invånare per kvadratkilometer. Närmaste större samhälle är Zovīyeh-ye Do, 2,4 km väster om Bāsţīyeh. Trakten runt Bāsţīyeh består till största delen av jordbruksmark.